# Sociedad Deportiva Zalla Unión Club
La Sociedad Deportiva Zalla Unión Club es un club de fútbol de España, de la localidad de Zalla en Vizcaya. Fue fundado en 1913. Actualmente compite en la División de Honor vizcaína, tras descender en la temporada 2016-2017 de la categoría Tercera División española. En la temporada 2006-2007 gana la liga en la Tercera División española (Grupo IV), y juega la promoción de ascenso a la Segunda División B.

## Uniforme
- Uniforme titular: Camiseta azul y blanca a franjas verticales, pantalón azul y medias blanqui-azules.

- Segundo uniforme: Camiseta, pantalón y medias rojas.

## Estadio
Estadio Landaberri, con capacidad para 3000 personas. Ubicado en el polideportivo municipal de Zalla, está considerado cómo uno de los mejores campos de la División de Honor vizcaína.

## Datos del club
- Temporadas en 1ª: 0
- Temporadas en 2ª: 0
- Temporadas en 2ª B: 2
- Temporadas en Tercera División: 28
- Temporadas en División de Honor Vizcaína: 1
- Temporadas en División Preferente Vizcaína: 1
- Mejor puesto en la liga: 19.º (Segunda división B española temporada 1996-1997)
- Peor puesto en la liga: 19.º (Tercera División española temporada 2016-2017)